# 도플갱어/Re:Re:
〈도플갱어/Re:Re:〉(일본어: ドッペルゲンガー/Re:Re: 돗페루겐가/아루이아루이[*])는 일본의 텔레비전 애니메이션 《봇치 더 록!》의 작중에 등장하는 밴드 '결속 밴드'의 디지털 싱글이다. 2024년 8월 11일에 공개되었다.
두 곡 모두 《극장총집편 봇치 더 록! Re:Re:》에서 사용되었다.

## 곡 목록
전체 편곡: 미츠이 리츠오
| #            | 제목                 | 작사          | 작곡                          | 재생 시간 |
| ------------ | -------------------- | ------------- | ----------------------------- | --------- |
| 1.           | 〈ドッペルゲンガー〉 | 히구치 아이   | 토비나이 마사히로             | 3:39      |
| 2.           | 〈Re:Re:〉           | 고토 마사후미 | 고토 마사후미·야마다 타카히로 | 5:07      |
| 총 재생 시간 | 총 재생 시간         | 총 재생 시간  | 총 재생 시간                  | 8:46      |